# Дельтаплан
„Дельтаплан“ (на български: Делтапланер) е песен, изпълнявана от руския певец Валери Леонтиев.
Песента е по музика на Едуард Артемиев и текст на Николай Зиновиев. Музиката е създадена за филма „Родня“ на Никита Михалков, а текстът е написан по-късно. Песента е лауреат на телевизионния фестивал „Песен на годината“ за 1983 г..
Изпълнява се от Валери Леонтиев, рокмузиканта Николай Носков в телевизионната новогодишна програма „Стари песни за най-важното. Послепис“, Дмитрий Дюжев във филма „Антидурь“, Анастасия Спиридонова и Глеб Матвейчук в музикалното телевизионно шоу „Собственост на Републиката“.